# Уорр-Эйкрс (Оклахома)
Уо́рр-Э́йкрс (англ. Warr Acres) — небольшой город, расположен в округе Оклахома, штат Оклахома, США. Является частью метрополитенского ареала города Оклахома-Сити. Был основан после окончания Второй мировой войны. Строительство спонсировал К.Б. Уорр, динамичный бизнесмен в области строительства и торговли. На момент переписи 2010 года населения города составляло 1043 человека.

## История
План города был разработан в 1909 году законодателем штата Исраэлем Патнемом. При финансовой поддержке Клойда Б. Уорра в 1937 году было начато строительство жилья в районе нынешнего Уорр-Эйкрса.
Город был сформирован после того, как жители 11 пригородов Оклахома-Сити подписали ходатайство о включении города Уорр-Эйкрс. Город Бетани подал иск, но проиграл по решению Верховного суда Оклахомы.
В 1960—1970-х годах в городе на проспекте Макартура появились торговые кварталы. К концу 1970-х годов после присоединения жилых кварталов город вырос до размеров в 7 квадратных километров.

## География
Уорр-Эйкрес — это северо-западный пригород Оклахома-Сити. По данным бюро переписи населения США. город имеет площадь 7,4 км². Городок располагается в холмистом районе Сэнстоун-Хилс, где высота возвышенностей составляет около 120 метров. В окрестностях произрастают дубовые леса.

### Климат
Город расположен в зоне субтропического океанического климата с дневными или месячными изменениями погоды, за исключением лета, которое постоянно жаркое и влажное. Район подвержен засухами и обильным осадкам. Летние ветры могут приводить к снежным бурям зимой. Город расположен на Аллее торнадо, и, поэтому. сильно подверженн стихийным бедствиям. В период с 1980 до нашего времени здесь произошло более 150 торнадо, включая восемь категории EF4 и один EF5.

## Население
По данным 2010 года, в городе проживает 1043 человека, 3945 домашних хозяйств и 2600 семей. Плотность населения составила 1,357,2 человека на км². Средний доход на домашнее хозяйство составил 40, 941 долл. США, а средний доход на семью — 50,533 долл. США. Доход на душу населения составил 29 966 долл. США. Около 13,8% семей, 75,2% работников и 16,6% населения (в том числе: 30,2% из них было моложе 18 лет) и 3,3% в возрасте 65 лет и старше находились ниже черты бедности.